# Daniel Inouye
Daniel Ken ”Dan” Inouye, född 7 september 1924 i Honolulu, Hawaii, död 17 december 2012 i Bethesda, Maryland, var en amerikansk demokratisk politiker. Han var ledamot av USA:s senat för Hawaii från 1963 fram till sin död. Från den 28 juni 2010 fram till sin död innehade han även posten som USA:s senats tillförordnade ordförande (President pro tempore of the United States Senate).
År 1959–1963 var Inouye ledamot av USA:s representanthus. Hans valkrets i representanthuset var hela Hawaii. Före honom hade Hawaiis delegat inte rösträtt i representanthuset, eftersom Hawaii blev delstat först 1959. Inouye tillträdde som ledamot av representanthuset samma dag som Hawaii blev delstat. Han efterträddes i representanthuset av två ledamöter från Hawaii på grund av den ökade folkmängden i 1960 års folkräkning.